# Grupo do Partido Popular Europeu
O Grupo do Partido Popular Europeu no Parlamento Europeu (em inglês: European People's Party Group, EPP Group) é um grupo político no Parlamento Europeu.
Este grupo é composto, na sua maioria, por partidos de centro-direita  do Partido Popular Europeu, mas, está aberto a partidos e membros que se sintam próximos da Democracia cristã, tradicionalmente, a grande ideologia deste grupo  . 
Importa referir que, apesar da fundação do Partido Popular Europeu em 1976, o grupo de partidos de linha democrata-cristã e conservadora já existia desde 1953, originalmente chamado de Grupo Democrata-Cristão .
O actual presidente é Manfred Weber , membro da União Social-Cristã, e, é o maior grupo do Parlamento Europeu, tendo 217 deputados.

## Nomes formais
- Grupo Democrata-Cristão (1953-1979)
- Grupo do Partido Popular Europeu (Democratas-Cristãos) (1979-1999)
- Grupo do Partido Popular (Democratas-Cristãos) e Democratas Europeus (1999-2009)
- Grupo do Partido Popular Europeu (Democratas-Cristãos) (2009-actualidade)

## Deputados por legislatura
| Data | Deputados | +/- |
| ---- | --------- | --- |
| 1979 | 107 / 410 |     |
| 1984 | 110 / 434 | 3   |
| 1989 | 121 / 518 | 11  |
| 1994 | 157 / 567 | 36  |
| 1999 | 233 / 626 | 76  |
| 2004 | 282 / 732 | 49  |
| 2009 | 265 / 736 | 17  |
| 2014 | 221 / 751 | 44  |
| 2019 | 182 / 751 | 39  |
| 2024 | 189 / 720 | 7   |

## Membros (2024-2029)
| País          |  | Partido                                                 | Afiliação | Afiliação                          | Deputados |
| ------------- |  | ------------------------------------------------------- | --------- | ---------------------------------- | --------- |
| Alemanha      |  | União Democrata-Cristã                                  |           | Partido Popular Europeu            | 23 / 96   |
| Alemanha      |  | União Social-Cristã                                     |           | Partido Popular Europeu            | 6 / 96    |
| Alemanha      |  | Partido Democrático Ecológico                           |           | Aliança Livre Europeia             | 1 / 96    |
| Alemanha      |  | Partido da Família da Alemanha                          |           | Movimento Político Cristão Europeu | 1 / 96    |
| Áustria       |  | Partido Popular Austríaco                               |           | Partido Popular Europeu            | 5 / 20    |
| Bélgica       |  | Democratas-Cristãos e Flamengos                         |           | Partido Popular Europeu            | 2 / 22    |
| Bélgica       |  | Partido Social Cristão                                  |           | Partido Popular Europeu            | 1 / 22    |
| Bulgária      |  | Cidadãos pelo Desenvolvimento Europeu da Bulgária       |           | Partido Popular Europeu            | 4 / 17    |
| Bulgária      |  | União das Forças Democráticas                           |           | Partido Popular Europeu            | 1 / 17    |
| Bulgária      |  | Democratas por uma Bulgária Forte                       |           | Partido Popular Europeu            | 1 / 17    |
| Chéquia       |  | TOP 09                                                  |           | Partido Popular Europeu            | 2 / 21    |
| Chéquia       |  | Prefeitos e Independentes                               |           | Nenhuma                            | 2 / 21    |
| Chéquia       |  | União Cristã e Democrata - Partido Popular Checoslovaco |           | Partido Popular Europeu            | 1 / 21    |
| Chipre        |  | Aliança Democrática                                     |           | Partido Popular Europeu            | 2 / 6     |
| Croácia       |  | União Democrática Croata                                |           | Partido Popular Europeu            | 6 / 12    |
| Dinamarca     |  | Partido Popular Conservador                             |           | Partido Popular Europeu            | 1 / 15    |
| Dinamarca     |  | Aliança Liberal                                         |           | Partido Popular Europeu            | 1 / 15    |
| Eslováquia    |  | Movimento Democrata Cristão                             |           | Partido Popular Europeu            | 1 / 15    |
| Eslovênia     |  | Partido Democrático Esloveno                            |           | Partido Popular Europeu            | 4 / 9     |
| Eslovênia     |  | Nova Eslovénia - Partido Popular Cristão                |           | Partido Popular Europeu            | 1 / 9     |
| Espanha       |  | Partido Popular                                         |           | Partido Popular Europeu            | 22 / 61   |
| Estónia       |  | Isamaa                                                  |           | Partido Popular Europeu            | 2 / 7     |
| Finlândia     |  | Partido da Coligação Nacional                           |           | Partido Popular Europeu            | 4 / 15    |
| França        |  | Os Republicanos                                         |           | Partido Popular Europeu            | 6 / 81    |
| Grécia        |  | Nova Democracia                                         |           | Partido Popular Europeu            | 7 / 21    |
| Hungria       |  | Partido pelo Respeito e pela Liberdade                  |           | Nenhuma                            | 7 / 21    |
| Irlanda       |  | Fine Gael                                               |           | Partido Popular Europeu            | 4 / 14    |
| Itália        |  | Força Itália                                            |           | Partido Popular Europeu            | 8 / 76    |
| Itália        |  | Partido Popular Sul Tirolês                             |           | Partido Popular Europeu            | 1 / 76    |
| Letônia       |  | Nova Unidade                                            |           | Partido Popular Europeu            | 2 / 9     |
| Lituânia      |  | União da Pátria - Democratas-Cristãos Lituanos          |           | Partido Popular Europeu            | 3 / 11    |
| Luxemburgo    |  | Partido Popular Social Cristão                          |           | Partido Popular Europeu            | 2 / 6     |
| Malta         |  | Partido Nacionalista                                    |           | Partido Popular Europeu            | 3 / 6     |
| Países Baixos |  | Apelo Democrata-Cristão                                 |           | Partido Popular Europeu            | 5 / 31    |
| Países Baixos |  | Movimento Cívico Agrário                                |           | Partido Popular Europeu            | 2 / 31    |
| Países Baixos |  | Novo Contrato Social                                    |           | Partido Popular Europeu            | 1 / 31    |
| Polónia       |  | Plataforma Cívica                                       |           | Partido Popular Europeu            | 18 / 53   |
| Polónia       |  | Partido Popular da Polónia                              |           | Partido Popular Europeu            | 2 / 53    |
| Polónia       |  | Iniciativa Polaca                                       |           | Nenhuma                            | 1 / 53    |
| Polónia       |  | Magdalena Adamowicz (Independente)                      |           | Nenhuma                            | 1 / 53    |
| Polónia       |  | Łukasz Kohut (Independente)                             |           | Nenhuma                            | 1 / 53    |
| Portugal      |  | Partido Social Democrata                                |           | Partido Popular Europeu            | 6 / 21    |
| Portugal      |  | CDS – Partido Popular                                   |           | Partido Popular Europeu            | 1 / 21    |
| Roménia       |  | Partido Nacional Liberal                                |           | Partido Popular Europeu            | 8 / 33    |
| Roménia       |  | União Democrática dos Húngaros na Roménia               |           | Partido Popular Europeu            | 2 / 33    |
| Suécia        |  | Partido Moderado                                        |           | Partido Popular Europeu            | 4 / 21    |
| Suécia        |  | Os Democratas Cristãos                                  |           | Partido Popular Europeu            | 1 / 21    |